# The Game Tour
Die The Game Tour war eine weltweite Konzerttournee der britischen Rockband Queen. Auf ihr gab die Band zwischen Juni 1980 und November 1981 insgesamt 81 Konzerte und stellte dabei ihr Album The Game (1980) vor. Neben Shows in Nordamerika, Europa und Asien spielten Queen auch erstmals in Lateinamerika. Die Tournee war zudem die letzte, die die Band als Quartett auf der Bühne absolvierte, da bei allen Tourneen ab 1982 ein zusätzlicher Gastmusiker am Keyboard die Musiker verstärkte.

## Hintergrund
Am 30. Juni 1980, dem Veröffentlichungsdatum ihres namensgebenden Albums The Game, starteten Queen ihre dazugehörige Tournee im kanadischen Vancouver und beendeten sie am 25. November 1981 ebenfalls in Kanada mit dem Abschlusskonzert in Montréal. Wie auch auf den Tourneen zu ihren letzten drei Alben tourten Queen zunächst durch Nordamerika. Für ihre Bühnenshow ließen sich Queen ein spezielles Beleuchtungssystem anfertigen, das sowohl von der Band als auch der Tourcrew aufgrund der Anordnung der einzelnen Scheinwerfer scherzhaft „fly swatters“ („Fliegenklatschen“) oder „BIC razors“ („Rasierklingen“) genannt wurde. Ebenfalls auffällig war das Erscheinungsbild von Frontmann Freddie Mercury, der bei dieser Tournee erstmals mit seinem markanten Schnurrbart auftrat. Er fragte das Publikum oft nach dessen Meinung zu seinem Bart, was zu unterschiedlichen, hörbaren Meinungen der Zuschauer führte. Nichtsdestotrotz fügte er an, ihn zu behalten.
Queen planten zunächst nicht, den Song Another One Bites the Dust mit in ihre Setlist aufzunehmen und waren im Vorfeld ohnehin unsicher, ihn als Single zu veröffentlichen, da sie ihn nicht für massentauglich hielten. Bei einem ihrer Auftritte in Los Angeles trafen sie jedoch Michael Jackson im Backstage-Bereich. Jackson gab sich vor ihnen als großer Fan dieses Songs zu erkennen und ermutigte Queen schließlich doch zur Singleauskopplung. Nachdem diese Single ein Nummer-eins-Hit in den USA wurde, spielten sie ihn von da an auch live.
Mit drei ausverkauften Konzerten im New Yorker Madison Square Garden beendete die Band schließlich Ende September 1980 ihre Nordamerika-Tour. Die Pause bis zur Fortsetzung der Tournee in Europa verbrachten Queen mit der Arbeit an ihrem Soundtrack zum Film Flash Gordon.
Mit dem Konzert in Zürich am 23. November 1980 begann die nächste Konzertetappe durch Europa. Innerhalb drei Wochen gaben Queen 17 Konzerte, die überwiegend in Deutschland und England stattfanden. Mit zwei ausverkauften Konzerten in Birmingham weihten sie Anfang Dezember 1980 als erste Rockband das neuerbaute National Exhibition Centre ein. Da zur selben Zeit der Flash Gordon Soundtrack erschien, wurde das Battle Theme aus diesem Soundtrack in das Set integriert. Beim Konzert in Essen wurde The Hero, am zweiten Abend in Birmingham Flash’s Theme uraufgeführt.
Anlässlich der Ermordung John Lennons am 8. Dezember 1980 nahmen Queen seinen Hit Imagine in ihr Programm auf, der bei wenigen Konzerten gespielt wurde, darunter am 9. Dezember 1980 in London, dem Tag nach Lennons Tod, und beim Abschlusskonzert der Europatournee am 18. Dezember 1980 in München. Für dieses Lied wurde jeweils Keep Yourself Alive ausgelassen.
Nach einer weiteren Tourneepause über den Jahreswechsel hinaus wurde die The Game Tour im Februar 1981 in Japan fortgesetzt. Dieser Abschnitt beschränkte sich jedoch nur auf fünf ausverkaufte Konzerte im Tokioter Nippon Budōkan. Zu diesen Konzerten kamen insgesamt schätzungsweise 80.000 Zuschauer.
Nach den Shows in Japan reisten Queen erstmals auf einer Tournee nach Südamerika. Bereits im Vorfeld der Tour plante die Band, dort Konzerte zu geben, nachdem die Musiker herausfanden, dass sich ihre Songs dort großer Beliebtheit erfreuten. Besonders in Argentinien feierte die Band bis dato ihre größten Erfolge auf dem Kontinent und ihre Popularität wuchs dort ab 1980 noch weiter: Another One Bites the Dust stand an der Spitze der Charts, Love of My Life war mehr als ein Jahr lang in den Hitparaden und das Album The Game verkaufte sich innerhalb Argentiniens mehr als zwei Millionen Mal. Die erste (und zweite) Station der einmonatigen Südamerika-Tournee mit einem Budget von fast 1 Million britischen Pfund war das José-Amalfitani-Stadion in der argentinischen Hauptstadt Buenos Aires. Die Band kam am 23. Februar 1981 in der Stadt an, wo sie den wartenden Fans und Reisenden Queen-Songs aus Lautsprechern am Flughafen vorspielte. Die Band wurde am Flughafen von Agenten des argentinischen Präsidenten begrüßt, der sie daraufhin sofort mit bewaffneter Polizeieskorte in ihr Hotel schickte, da zu dem Zeitpunkt in Argentinien eine Militärdiktatur herrschte und die wirtschaftliche und politische Lage unsicher war.
Das Eröffnungskonzert in Buenos Aires am 28. Februar 1981 verfolgten circa 60.000 Zuschauer live. Der eigentliche Stadionrasen musste für das Konzert komplett mit Kunstrasen bedeckt werden, um ihn vor Schäden zu schützen. Dem hitzigen Einführungskonzert folgte am nächsten Abend ein weiteres, das auch Fernsehzuschauer in Argentinien und Brasilien live verfolgen konnten. Am 4. und März 1981 traten sie in den Fußballstadien von Mar del Plata und Rosario auf, am 8. März 1981 verabschiedeten sie sich mit einem weiteren Konzert in Buenos Aires von Argentinien.
Im Anschluss daran reiste die Band nach Brasilien, wo sie nach ihren ursprünglichen Plänen im berühmten Maracanã-Stadion in Rio de Janeiro auftreten wollte, die brasilianischen Behörden erteilten hierfür jedoch keine Genehmigung. So spielten Queen am 20. und 21. März 1981 im Morumbi-Stadion in São Paulo vor jeweils 130.000 Zuschauern pro Abend.
Nach diesen Konzerten pausierten Queen bis in den Herbst 1981 und kehrten nach Südamerika zurück. Sie spielten zunächst in Venezuela zwischen dem 25. und 27. September 1981 drei Abende in der Sportarena Poliedro de Caracas vor insgesamt 45.000 Zuschauern. Der dritte Auftritt in Caracas wurde für eine anderthalbstündige Fernsehaufzeichnung mitgeschnitten, die wenige Tage später in ganz Venezuela ausgestrahlt wurde. Zwei zusätzliche Konzerte, die für den 29. und 30. September 1981 geplant waren, mussten aufgrund des Todes des früheren venezolanischen Präsidenten Rómulo Betancourt abgesagt werden. Die Eintrittspreise wurden an mehr als 50.000 Fans zurückerstattet. Zudem waren während der einwöchigen Staatstrauer die Grenzen des Landes praktisch geschlossen und die Ausstellung von Visa ausgesetzt. Nur durch Bestechung der Grenzschutzbeamten konnten Queen verhindern, dass sie in Venezuela festsitzen.
Nach einer einwöchigen Pause reiste die Band nach Mexiko. Am 9. Oktober 1981 gaben sie ihr erstes Konzert im Estadio Universitario in Monterrey vor 45.000 Zuschauern. Am 17. und 18. Oktober 1981 traten sie an zwei Abenden vor 60.000 Zuschauern im Estadio Olímpico Ignacio Zaragoza in Puebla auf. Die erste Show entpuppte sich als eine der größten Katastrophen in der Livegeschichte von Queen, als die Tore unter dem Druck der riesigen Menschenmenge, die vor dem Stadion wartete, geöffnet wurden und so auch Zuschauer ohne Eintrittskarten ins Stadion gelangten. Mitten im Konzert begann das Publikum, Schuhe, Steine, Glasscherben, Metallschrauben und leere Batterien von für Raubaufnahmen eingeschmuggelten Tonbandgeräten auf die Bühne zu werfen. Trotzdem versuchte die Band, die Show normal durchzuspielen.
Aufgrund dieser Gräueltaten seitens der Zuschauer überlegten die Mitglieder von Queen, die restlichen Konzerte in Puebla abzusagen, andererseits befürchteten sie jedoch, dass bei einer Absage des Konzerts mehrere Lastwagen mit ihrer Ausrüstung beschlagnahmt würden. Nach dem zweiten absolvierten Konzert in Puebla teilte der örtliche Veranstalter der Band mit, dass die Steuerbehörde die gesamten Konzerteinnahmen beschlagnahmt habe. Daraufhin beschlossen Queen, das Land sofort zu verlassen, und sagten die geplanten weiteren Auftritte in Mexiko endgültig ab. Die zweite Konzerabschnitt in Lateinamerika bedeutete für die Band somit einen schweren finanziellen Verlust.
Mit den beiden Abschlusskonzerten im Forum de Montréal am 24. und 25. November 1981 endete schließlich die The Game Tour. Bereits ein Jahr zuvor wandte sich der Regisseur Saul Swimmer mit der Idee an Queen, einen Konzertfilm zu produzieren. Ursprünglich war geplant, die Aufnahmen bei ihren Auftritten in New York City Ende September 1980 zu drehen, doch die Band kündigte extra für die Dreharbeiten zwei Zusatzkonzerte in Montréal an, da das dortige Publikum ihrer Meinung nach lauter war als die Monitore. Kurz vor den Konzerten und den damit verbundenen Dreharbeiten bestand Swimmer darauf, dass die Band ihren Auftritt choreografierte und an beiden Abenden die gleichen Kleidungsstücke trug, damit er nach Belieben zwischen den Aufnahmen wechseln konnte. Aus Trotz spielte die Band am ersten Abend Jailhouse Rock und bei den Zugaben trug Mercury seine weiße Hose. Am zweiten Abend wurde Jailhouse Rock nicht aufgeführt und Mercury trug anstatt seiner Hose weiße Shorts, um absichtlich die Kontinuität des Filmmaterials zu beeinträchtigen.

## Liveaufnahmen
Der bei den Shows in Montréal entstandene Konzertfilm Queen – We Will Rock You, der lediglich Ausschnitte aus dem Gesamtprogramm enthielt, wurde erstmals 1984 als Kaufvideo veröffentlicht, weitere Wiederveröffentlichungen folgten 1997 und 2001, bis die Rechte an dem Film Anfang 2007 von Queen Productions zurückgekauft wurden. Eine neue offizielle Veröffentlichung des Konzerts unter dem neuen Titel Queen Rock Montreal, die von Brian May digital restauriert und remastert wurde und die komplette Show enthält, erfolgte schließlich am 29. Oktober 2007 auf DVD, Doppel-CD und Dreifach-Vinyl-LP.

## Setlist

### Setlist Nordamerika (Juni – September 1980)
- Intro
- Jailhouse Rock
- We Will Rock You (fast version)
- Let Me Entertain You
- Play the Game
- Mustapha
- Death on Two Legs
- Killer Queen
- I’m in Love with My Car
- Get Down, Make Love
- Save Me
- Now I’m Here
- Dragon Attack
- Now I’m Here (reprise)
- Fat Bottomed Girls
- Love of My Life
- Keep Yourself Alive
- Instrumental Inferno
- Brighton Rock (reprise)
- Crazy Little Thing Called Love
- Bohemian Rhapsody
- Tie Your Mother Down
- Another One Bites the Dust (ab dem 20. August 1980)
- Sheer Heart Attack
- We Will Rock You
- We Are the Champions
- Outro (God Save the Queen)

### Setlist Europa (November – Dezember 1980)
- Intro
- Jailhouse Rock
- We Will Rock You (fast version)
- Let Me Entertain You
- Play the Game
- Mustapha
- Death on Two Legs
- Killer Queen
- I’m in Love with My Car
- Get Down, Make Love
- Save Me
- Now I’m Here
- Dragon Attack
- Now I’m Here (reprise)
- Fat Bottomed Girls
- Love of My Life
- Keep Yourself Alive (nicht am 9. und 18. Dezember 1980)
- Imagine (nur am 9. und 18. Dezember 1980)
- Instrumental Inferno
- Flash’s Theme
- The Hero
- Brighton Rock (reprise)
- Crazy Little Thing Called Love
- Bohemian Rhapsody
- Tie Your Mother Down
- Another One Bites the Dust
- Sheer Heart Attack
- We Will Rock You
- We Are the Champions
- Outro (God Save the Queen)

### Setlist Japan (Februar 1981)
- Intro
- Jailhouse Rock
- We Will Rock You (fast version)
- Let Me Entertain You
- Play the Game
- Mustapha
- Death on Two Legs
- Killer Queen
- I’m in Love with My Car
- Get Down, Make Love
- Save Me
- Now I’m Here
- Dragon Attack
- Now I’m Here (reprise)
- Fat Bottomed Girls
- Love of My Life
- Keep Yourself Alive
- Instrumental Inferno
- Battle Theme
- Flash’s Theme
- The Hero
- Crazy Little Thing Called Love
- Bohemian Rhapsody
- Tie Your Mother Down
- Another One Bites the Dust
- Sheer Heart Attack
- We Will Rock You
- We Are the Champions
- Outro (God Save the Queen)

### Setlist Südamerika (Februar – März 1981)
- Intro
- We Will Rock You (fast version)
- Let Me Entertain You
- Play the Game
- Somebody to Love
- Mustapha
- Death on Two Legs
- Killer Queen
- I’m in Love with My Car
- Get Down, Make Love
- Need Your Loving Tonight
- Save Me
- Now I’m Here
- Dragon Attack
- Now I’m Here (reprise)
- Fat Bottomed Girls
- Love of My Life
- Keep Yourself Alive
- Instrumental Inferno
- Flash’s Theme
- The Hero
- Crazy Little Thing Called Love
- Bohemian Rhapsody
- Tie Your Mother Down
- Another One Bites the Dust
- Sheer Heart Attack
- We Will Rock You
- We Are the Champions
- Outro (God Save the Queen)

### Setlist Lateinamerika (September – Oktober 1981)
- Intro
- We Will Rock You (fast version)
- Let Me Entertain You
- Play the Game
- Somebody to Love
- Killer Queen
- I’m in Love with My Car
- Get Down, Make Love
- Save Me
- Now I’m Here
- Dragon Attack
- Now I’m Here (reprise)
- Fat Bottomed Girls
- Love of My Life
- Keep Yourself Alive
- Instrumental Inferno
- Flash’s Theme
- The Hero
- Crazy Little Thing Called Love
- Bohemian Rhapsody
- Tie Your Mother Down
- Another One Bites the Dust
- Sheer Heart Attack
- We Will Rock You
- We Are the Champions
- Outro (God Save the Queen)

### Setlist Nordamerika (November 1981)
- Intro
- We Will Rock You (fast version)
- Let Me Entertain You
- Play the Game
- Somebody to Love
- Killer Queen
- I’m in Love with My Car
- Get Down, Make Love
- Save Me
- Now I’m Here
- Dragon Attack
- Now I’m Here (reprise)
- Love of My Life
- Under Pressure
- Keep Yourself Alive
- Instrumental Inferno
- Crazy Little Thing Called Love
- Jailhouse Rock (nur am 24. November 1981)
- Bohemian Rhapsody
- Tie Your Mother Down
- Another One Bites the Dust
- Sheer Heart Attack
- We Will Rock You
- We Are the Champions
- Outro (God Save the Queen)

## Tourdaten
| Nr.                                                 | Datum               | Stadt                    | Land                | Veranstaltungsort                      | Anmerkungen                        |
| Leg 1 – Nordamerika                                 | Leg 1 – Nordamerika | Leg 1 – Nordamerika      | Leg 1 – Nordamerika | Leg 1 – Nordamerika                    | Leg 1 – Nordamerika                |
| --------------------------------------------------- | ------------------- | ------------------------ | ------------------- | -------------------------------------- | ---------------------------------- |
| 1                                                   | 30. Juni 1980       | Vancouver                | Kanada              | Pacific Coliseum                       |                                    |
| 2                                                   | 1. Juli 1980        | Seattle                  | Vereinigte Staaten  | Center Coliseum                        |                                    |
| 3                                                   | 2. Juli 1980        | Portland                 | Vereinigte Staaten  | Memorial Coliseum                      |                                    |
| 4                                                   | 5. Juli 1980        | San Diego                | Vereinigte Staaten  | Sports Arena                           |                                    |
| 5                                                   | 6. Juli 1980        | Chandler                 | Vereinigte Staaten  | Compton Terrace                        |                                    |
| 6                                                   | 8. Juli 1980        | Inglewood                | Vereinigte Staaten  | The Forum                              |                                    |
| 7                                                   | 9. Juli 1980        | Inglewood                | Vereinigte Staaten  | The Forum                              |                                    |
| 8                                                   | 11. Juli 1980       | Inglewood                | Vereinigte Staaten  | The Forum                              |                                    |
| 9                                                   | 12. Juli 1980       | Inglewood                | Vereinigte Staaten  | The Forum                              |                                    |
| 10                                                  | 13. Juli 1980       | Oakland                  | Vereinigte Staaten  | Coliseum Arena                         |                                    |
| 11                                                  | 14. Juli 1980       | Oakland                  | Vereinigte Staaten  | Coliseum Arena                         |                                    |
| 12                                                  | 5. August 1980      | Memphis                  | Vereinigte Staaten  | Mid-South Coliseum                     |                                    |
| 13                                                  | 6. August 1980      | Baton Rouge              | Vereinigte Staaten  | Riverside Centroplex Arena             |                                    |
| 14                                                  | 8. August 1980      | Oklahoma City            | Vereinigte Staaten  | Myriad Convention Center               |                                    |
| 15                                                  | 9. August 1980      | Dallas                   | Vereinigte Staaten  | Reunion Arena                          |                                    |
| 16                                                  | 10. August 1980     | Houston                  | Vereinigte Staaten  | The Summit                             |                                    |
| 17                                                  | 12. August 1980     | Atlanta                  | Vereinigte Staaten  | The Omni                               |                                    |
| 18                                                  | 13. August 1980     | Charlotte                | Vereinigte Staaten  | Coliseum                               |                                    |
| 19                                                  | 14. August 1980     | Greensboro               | Vereinigte Staaten  | Coliseum                               |                                    |
| xx                                                  | 16. August 1980     | New York City            | Vereinigte Staaten  | Battery Park                           | Open Air                           |
| 20                                                  | 16. August 1980     | Charleston               | Vereinigte Staaten  | Civic Center                           |                                    |
| xx                                                  | 17. August 1980     | Cincinnati               | Vereinigte Staaten  | Riverfront Coliseum                    |                                    |
| 21                                                  | 17. August 1980     | Indianapolis             | Vereinigte Staaten  | Market Square Arena                    |                                    |
| 22                                                  | 20. August 1980     | Hartford                 | Vereinigte Staaten  | Civic Center                           |                                    |
| 23                                                  | 22. August 1980     | Philadelphia             | Vereinigte Staaten  | Spectrum                               |                                    |
| 24                                                  | 23. August 1980     | Baltimore                | Vereinigte Staaten  | Civic Center                           |                                    |
| xx                                                  | 24. August 1980     | Hartford                 | Vereinigte Staaten  | Civic Center                           | verlegt auf den 20. August 1980    |
| 25                                                  | 24. August 1980     | Pittsburgh               | Vereinigte Staaten  | Civic Arena                            |                                    |
| xx                                                  | 26. August 1980     | Baltimore                | Vereinigte Staaten  | Civic Center                           | verlegt auf den 23. August 1980    |
| 26                                                  | 26. August 1980     | Providence               | Vereinigte Staaten  | Civic Center                           |                                    |
| xx                                                  | 27. August 1980     | Philadelphia             | Vereinigte Staaten  | Spectrum                               | verlegt auf den 22. August 1980    |
| 27                                                  | 27. August 1980     | Portland                 | Vereinigte Staaten  | Cumberland County Civic Center         |                                    |
| 28                                                  | 29. August 1980     | Montréal                 | Kanada              | Forum                                  |                                    |
| 29                                                  | 30. August 1980     | Toronto                  | Kanada              | Exhibition Stadium                     |                                    |
| xx                                                  | 31. August 1980     | Pittsburgh               | Vereinigte Staaten  | Civic Arena                            | verlegt auf den 24. August 1980    |
| xx                                                  | 2. September 1980   | New Haven                | Vereinigte Staaten  | Veterans Memorial Coliseum             |                                    |
| xx                                                  | 3. September 1980   | Boston                   | Vereinigte Staaten  | Boston Garden                          | verlegt auf den 26. September 1980 |
| xx                                                  | 5. September 1980   | Lexington                | Vereinigte Staaten  | Rupp Arena                             |                                    |
| xx                                                  | 7. September 1980   | Indianapolis             | Vereinigte Staaten  | Market Square Arena                    | verlegt auf den 17. August 1980    |
| xx                                                  | 9. September 1980   | Madison                  | Vereinigte Staaten  | Dane County Veterans Memorial Coliseum |                                    |
| 30                                                  | 10. September 1980  | Milwaukee                | Vereinigte Staaten  | MECCA Arena                            |                                    |
| 31                                                  | 12. September 1980  | Kansas City              | Vereinigte Staaten  | Kemper Arena                           |                                    |
| 32                                                  | 13. September 1980  | Omaha                    | Vereinigte Staaten  | Civic Auditorium                       |                                    |
| 33                                                  | 14. September 1980  | St. Paul                 | Vereinigte Staaten  | Civic Center                           |                                    |
| 34                                                  | 16. September 1980  | Ames                     | Vereinigte Staaten  | Hilton Coliseum                        |                                    |
| 35                                                  | 17. September 1980  | St. Louis                | Vereinigte Staaten  | Checkerdome                            |                                    |
| 36                                                  | 19. September 1980  | Rosemont                 | Vereinigte Staaten  | Rosemont Horizon                       |                                    |
| 37                                                  | 20. September 1980  | Detroit                  | Vereinigte Staaten  | Joe Louis Arena                        |                                    |
| 38                                                  | 21. September 1980  | Richfield                | Vereinigte Staaten  | Coliseum                               |                                    |
| 39                                                  | 23. September 1980  | Glens Falls              | Vereinigte Staaten  | Civic Center                           |                                    |
| 40                                                  | 24. September 1980  | Syracuse                 | Vereinigte Staaten  | Onondaga County War Memorial           |                                    |
| 41                                                  | 26. September 1980  | Boston                   | Vereinigte Staaten  | Boston Garden                          |                                    |
| 42                                                  | 28. September 1980  | New York City            | Vereinigte Staaten  | Madison Square Garden                  |                                    |
| 43                                                  | 29. September 1980  | New York City            | Vereinigte Staaten  | Madison Square Garden                  |                                    |
| 44                                                  | 30. September 1980  | New York City            | Vereinigte Staaten  | Madison Square Garden                  |                                    |
| Leg 2 – Europa                                      |                     |                          |                     |                                        |                                    |
| 45                                                  | 23. November 1980   | Zürich                   | Schweiz             | Hallenstadion                          |                                    |
| 46                                                  | 25. November 1980   | Le Bourget               | Frankreich          | Hall d’Exposition La Rotonde           |                                    |
| 47                                                  | 26. November 1980   | Köln                     | Deutschland         | Sporthalle                             |                                    |
| 48                                                  | 27. November 1980   | Leiden                   | Niederlande         | Groenoordhal                           |                                    |
| 49                                                  | 29. November 1980   | Essen                    | Deutschland         | Grugahalle                             |                                    |
| 50                                                  | 30. November 1980   | Berlin                   | Deutschland         | Deutschlandhalle                       |                                    |
| 51                                                  | 1. Dezember 1980    | Bremen                   | Deutschland         | Stadthalle                             |                                    |
| 52                                                  | 5. Dezember 1980    | Birmingham               | England             | National Exhibition Centre             |                                    |
| 53                                                  | 6. Dezember 1980    | Birmingham               | England             | National Exhibition Centre             |                                    |
| 54                                                  | 8. Dezember 1980    | London                   | England             | Wembley Arena                          |                                    |
| 55                                                  | 9. Dezember 1980    | London                   | England             | Wembley Arena                          |                                    |
| 56                                                  | 10. Dezember 1980   | London                   | England             | Wembley Arena                          |                                    |
| 57                                                  | 12. Dezember 1980   | Brüssel                  | Belgien             | Forest National                        |                                    |
| 58                                                  | 13. Dezember 1980   | Brüssel                  | Belgien             | Forest National                        |                                    |
| 59                                                  | 14. Dezember 1980   | Frankfurt am Main        | Deutschland         | Festhalle                              |                                    |
| 60                                                  | 16. Dezember 1980   | Straßburg                | Frankreich          | Hall Rhénus                            |                                    |
| 61                                                  | 18. Dezember 1980   | München                  | Deutschland         | Olympiahalle                           |                                    |
| Leg 3 – Asien                                       |                     |                          |                     |                                        |                                    |
| 62                                                  | 12. Februar 1981    | Tokio                    | Japan               | Nippon Budokan                         |                                    |
| 63                                                  | 13. Februar 1981    | Tokio                    | Japan               | Nippon Budokan                         |                                    |
| 64                                                  | 16. Februar 1981    | Tokio                    | Japan               | Nippon Budokan                         |                                    |
| 65                                                  | 17. Februar 1981    | Tokio                    | Japan               | Nippon Budokan                         |                                    |
| 66                                                  | 18. Februar 1981    | Tokio                    | Japan               | Nippon Budokan                         |                                    |
| Leg 4 – Südamerika („South America Bites the Dust“) |                     |                          |                     |                                        |                                    |
| 67                                                  | 28. Februar 1981    | Buenos Aires             | Argentinien         | Estadio José Amalfitani                |                                    |
| 68                                                  | 1. März 1981        | Buenos Aires             | Argentinien         | Estadio José Amalfitani                |                                    |
| 69                                                  | 4. März 1981        | Mar del Plata            | Argentinien         | Estadio José María Minella             |                                    |
| 70                                                  | 6. März 1981        | Rosario                  | Argentinien         | Estadio Gigante de Arroyito            |                                    |
| 71                                                  | 8. März 1981        | Buenos Aires             | Argentinien         | Estadio José Amalfitani                |                                    |
| 72                                                  | 20. März 1981       | São Paulo                | Brasilien           | Estádio do Morumbi                     |                                    |
| 73                                                  | 21. März 1981       | São Paulo                | Brasilien           | Estádio do Morumbi                     |                                    |
| xx                                                  | 27. März 1981       | Rio de Janeiro           | Brasilien           | Maracanã                               |                                    |
| Leg 5 – Lateinamerika („Gluttons For Punishment“)   |                     |                          |                     |                                        |                                    |
| 74                                                  | 25. September 1981  | Caracas                  | Venezuela           | Poliedro de Caracas                    |                                    |
| 75                                                  | 26. September 1981  | Caracas                  | Venezuela           | Poliedro de Caracas                    |                                    |
| 76                                                  | 27. September 1981  | Caracas                  | Venezuela           | Poliedro de Caracas                    |                                    |
| xx                                                  | 29. September 1981  | Caracas                  | Venezuela           | Poliedro de Caracas                    |                                    |
| xx                                                  | 30. September 1981  | Caracas                  | Venezuela           | Poliedro de Caracas                    |                                    |
| 77                                                  | 9. Oktober 1981     | San Nicolás de los Garza | Mexiko              | Estadio Universitario                  |                                    |
| xx                                                  | 10. Oktober 1981    | San Nicolás de los Garza | Mexiko              | Estadio Universitario                  |                                    |
| xx                                                  | 15. Oktober 1981    | Guadalajara              | Mexiko              | Estadio Jalisco                        |                                    |
| xx                                                  | 16. Oktober 1981    | Guadalajara              | Mexiko              | Estadio Jalisco                        |                                    |
| 78                                                  | 17. Oktober 1981    | Puebla                   | Mexiko              | Estadio Olímpico Ignacio Zaragoza      |                                    |
| 79                                                  | 18. Oktober 1981    | Puebla                   | Mexiko              | Estadio Olímpico Ignacio Zaragoza      |                                    |
| Leg 6 – Nordamerika („We Will Rock You“)            |                     |                          |                     |                                        |                                    |
| 80                                                  | 24. November 1981   | Montréal                 | Kanada              | Forum                                  |                                    |
| 81                                                  | 25. November 1981   | Montréal                 | Kanada              | Forum                                  |                                    |

## Band
- Freddie Mercury: Gesang, Klavier, Tamburin, Gitarre bei Crazy Little Thing Called Love
- Brian May: Gitarre, Hintergrundgesang, Klavier
- Roger Taylor: Schlagzeug, Kesselpauken, Hintergrundgesang, Gesang bei I’m in Love with My Car
- John Deacon: Bass, Hintergrundgesang